# Elseviers natuurgidsen
Elseviers natuurgidsen is een reeks van boeken uitgegeven door Elsevier die ontstond in 1982 als afsplitsing van de reeks Elseviergidsen. Natuurgidsen die voor de splitsing waren uitgegeven, werden toegewezen aan de serie Elseviers natuurgidsen.
De boeken beslaan een groot vlak van natuuronderwerpen en werden geschreven door meestal verschillende auteurs. De meeste boeken zijn van origine geschreven in een andere taal en daarna vertaald naar het Nederlands.
In latere jaren is een deel van de serie opnieuw uitgegeven door Tirion. Deze boeken zijn echter geen onderdeel van deze serie.

## Lijst van boeken
Binnen de reeks zijn 58 boeken uitgegeven, waarvan zeven door Nederlandse auteurs.
| Titel                                                              | Auteur(s)                                     | Jaar van eerste uitgifte binnen de serie | Vertaald vanuit het: | Originele titel                                                                                        |
| ------------------------------------------------------------------ | --------------------------------------------- | ---------------------------------------- | -------------------- | --- |
| Dieren- en Plantengids van Europa                                  | H. Garms                                      | 1970                                     | Duits                | Pflanzen und Tiere Europas                                                                             |
| Elseviers alpengids                                                | Th. Schauer, C. Caspari                       | 1976                                     | Duits                | Alpenpflanzen - Alpentiere                                                                             |
| Elseviers aquariumvissengids                                       | A. Schiøtz                                    | 1977                                     | Deens                | Akvariefisk og planter                                                                                 |
| Elseviers basis natuurgids                                         | A. Leutscher                                  | 1982                                     | Engels               | A field guide to the British countryside                                                               |
| Elseviers bloemengids                                              | R. Fitter, A. Fitter                          | 1976                                     | Engels               | The wild flowers of Britain and Northern Europe.                                                       |
| Elseviers bomengids                                                | A. Mitchell                                   | 1976                                     | Engels               | A Field Guide to the Trees of Britain and Northern Europe                                              |
| Elseviers broedvogelgids                                           | C. Harrison                                   | 1977                                     | Engels               | A field guide to the Nests, Eggs and Nestlings of European birds with North Africa and the Middle East |
| Elseviers diersporengids                                           | Preben Bang                                   | 1973                                     | Deens                | Dyrespor, spor og sportegn efter pattedyr og fugle                                                     |
| Elseviers duivengids                                               | A. McNeillie                                  | 1976                                     | Engels               | Guide to the pigeons of the world                                                                      |
| Elseviers gids van de Afrikaanse zoogdieren                        | T. H. Haltenorth, H. Diller                   | 1979                                     | Duits                | Säugetiere Afrikas und Madagaskars                                                                     |
| Elseviers gids van de Europese vogels                              | H. Heinzel, R. Fitter, J. Parslow             | 1973                                     | Engels               | The birds of Britain and Europe. With North Africa and the Middle East.                                |
| De Europese vogels in kleur                                        | H. Heinzel, R. Fitter, J. Parslow             | 1973                                     | Engels               | The birds of Britain and Europe. With North Africa and the Middle East.                                |
| Elseviers gids van de grassen                                      | J. Šikula                                     | 1979                                     | Engels               | Grasses                                                                                                |
| Elseviers gids van de zangvogels                                   | O. L. Austin                                  | 1979                                     | Engels               | Water and marsh birds of the world (als onderdeel van)                                                 |
| Elseviers gids van zeeschelpen                                     | G. Lindner                                    | 1977                                     | Duits                | Muscheln und Schnecken der Weltmeere                                                                   |
| Elseviers gids van zoetwatervissen                                 | P. S. Maitland                                | 1978                                     | Engels               | The Hamlyn guide to freshwater fishes                                                                  |
| Elseviers gids van edel- en sierstenen                             | W. Schumann                                   | 1977                                     | Duits                | Edelsteine und schmucksteine                                                                           |
| Elseviers gids van eetbare en geneeskrachtige planten              | E. Launert                                    | 1982                                     | Engels               | Edible and Medicinal Plants                                                                            |
| Elseviers gids van geneeskrachtige kruiden                         | L. Thurzová, I. Kresánek, Š. Mareček, K. Mika | 1980                                     | Duits                | Heilpflanzen                                                                                           |
| Elseviers gids van giftige planten                                 | M. de Cleene                                  | 1983                                     | -                    | - |
| Elseviers gids van het weer                                        | G. D. Roth                                    | 1978                                     | Duits                | Wetterkunde für alle                                                                                   |
| Elseviers gids van nuttige en schadelijke dieren in en om het huis | H. Mourier, O. Winding                        | 1976                                     | Deens                | Vilde dyr i hus og hjem                                                                                |
| Elseviers gids van planten en dieren in de tuin                    | M. Chinery                                    | 1977                                     | Engels               | The natural history of the garden                                                                      |
| Elseviers gids van sterren en planeten                             | G. D. Roth                                    | 1974                                     | Duits                | BLV Himmelführer sterne + planeten                                                                     |
| Elseviers gids van strand en kust                                  | A. C. Campbell                                | 1977                                     | Engels               | The Hamlyn Guide to the seashore and shallow seas of Britain and Europe                                |
| Elseviers gids van tropische planten                               | W. Lötschert, G. Beese                        | 1982                                     | Duits                | Pflanzen der Tropen                                                                                    |
| Elseviers gids van varens, mossen en korstmossen                   | H. M. Jahns, m.m.v. A.K. Masselink            | 1981                                     | Duits                | Farne – Moose – Flechten                                                                               |
| Elseviers gids van water- en wadvogels                             | O. L. Austin                                  | 1975                                     | Engels               | Water and marsh birds of the world (als onderdeel van)                                                 |
| Elseviers gids van wilde groenten, vruchten en kruiden             | E. M. Helm                                    | 1979                                     | Duits                | Feld-, Wald- und Wiesenkochbuch                                                                        |
| Elseviers gids voor stenen & mineralen                             | W. Schumann                                   | 1973                                     | Duits                | Steine + Mineralien                                                                                    |
| Elseviers hondengids                                               | A. Gondrexon-Ives Browne                      | 1973                                     | ?                    | Guide to the Dogs of the World                                                                         |
| Elseviers insektengids                                             | M. Chinery                                    | 1982                                     | Engels               | Insects of Britain and Northern Europe                                                                 |
| Elseviers kattengids                                               | H. Loxton                                     | 1975                                     | Engels               | Guide to the cats of the world                                                                         |
| Elseviers kooivogelgids                                            | R. M. Martin                                  | 1980                                     | Engels               | Cage & Aviary birds                                                                                    |
| Elseviers natuurgids voor de jeugd                                 | Paul-Henry Plantain                           | 1977                                     | Frans                | Guide Nature Jeunesse                                                                                  |
| Elseviers Jeugd Natuurgids                                         | Paul-Henry Plantain                           | 1977                                     | Frans                | Guide Nature Jeunesse                                                                                  |
| Elseviers nieuwe bloemengids                                       | R. Fitter, A. Fitter                          | 1984                                     | Engels               | The wild flowers of Britain and Northern Europe                                                        |
| Elseviers nieuwe bomengids                                         | C. J. Humphries, J. R. Press, D. A. Sutton    | 1982                                     | Engels               | Trees of Britain and Europe                                                                            |
| Elseviers nieuwe plantengids                                       | Th. Schauer, C. Caspari                       | 1979                                     | Duits                | Pflanzenführer                                                                                         |
| Plantengids in kleur                                               | Th. Schauer, C. Caspari                       | 1979                                     | Duits                | Pflanzenführer                                                                                         |
| Elseviers nieuwe tuinplantengids                                   | W. Iven                                       | 1974                                     | -                    | - |
| Elseviers orchideeëngids                                           | J. G. Williams, A. Williams, N. Arlott        | 1979                                     | Engels               | A field guide to the orchids of Britain and Europe                                                     |
| Elseviers paardengids                                              | C. Silver                                     | 1976                                     | Engels               | Elsevier’s guide to the horses of the world                                                            |
| Elseviers Paddestoelengids                                         | M. Lange                                      | 1979                                     | Deens                | Illustreret Svampeflora                                                                                |
| Elseviers plantengids                                              | B. Ursing                                     | 1979                                     | Noors                | Fältflora                                                                                              |
| Elseviers reptielen- en amfibieëngids                              | E. N. Arnold, J. A. Burton, D. W. Ovenden     | 1978                                     | Engels               | Reptiles and Amphibians                                                                                |
| Elseviers schelpengids                                             | A. P. H. Oliver                               | 1975                                     | Engels               | The Hamlyn Guide to the shells of the world                                                            |
| Elseviers slakkengids                                              | M. P. Kerney, R. A. D. Cameron                | 1980                                     | Engels               | A field guide to the Land Snails of Britain and North-west Europe                                      |
| Elseviers stenengids                                               | A. C. Bishop, A. R. Woolley, W. R. Hamilton   | 1974                                     | Engels               | The Hamlyn Guide to Minerals, Rocks and Fossils                                                        |
| Elseviers veldgids                                                 | J. T. de Smidt e.a.                           | 1984                                     | -                    | - |
| Elseviers vlindergids                                              | L. G. Higgins, N. D. Riley                    | 1971                                     | Engels               | Field Guide to the Butterflies of Britain and Europe                                                   |
| Elseviers vogelvademecum                                           | J. Taapken                                    | 1979                                     | -                    | - |
| Elseviers vruchtbomengids                                          | J. Bos                                        | 1978                                     | -                    | - |
| Elseviers zeevissengids                                            | B. J. Muus                                    | 1978                                     | Deens                | Havifisk og fiskeri i nordvesteuropa                                                                   |
| Elseviers zeevogelgids                                             | H. Heinzel, G. Tuck                           | 1980                                     | Engels               | A field guide to the seabirds                                                                          |
| Elseviers zoogdierengids                                           | M. Burton                                     | 1976                                     | Engels               | Guide to the mammals of Britain and Europe                                                             |
| Elseviers zwerfstenengids                                          | W. TJ. Hellinga                               | 1980                                     | -                    | - |
| Gids voor de vogels van Europa                                     | B. Bruun                                      | 1970                                     | Engels               | The Hamlyn guide to birds of Britain and Europe                                                        |
| Petersons vogelgids                                                | R. Peterson, G. Mountfort, P. A. D. Hollom    | 1980                                     | Engels               | A field guide to the birds of Britain and Europe                                                       |
| Zoetwatervissengids                                                | B. J. Muus                                    | 1968                                     | Deens                | Europas ferskvandsfisk                                                                                 |
| Zoogdierengids                                                     | F. H. van den Brink                           | 1978                                     | -                    | Zoogdierengids (onderdeel van Petersons veldgidsenserie)                                               |